# Рејланд (Охајо)
Рејланд (енгл. Rayland) град је у америчкој савезној држави Охајо.

## Демографија
По попису из 2010. године број становника је 417, што је 17 (-3,9%) становника мање него 2000. године.
| Група             | 2000.       | 2010.       |
| Белци             | 427 (98,4%) | 408 (97,8%) |
| Афроамериканци    | 3 (0,7%)    | 4 (1,0%)    |
| Азијати           | 1 (0,2%)    | 0 (0,0%)    |
| Хиспаноамериканци | 1 (0,2%)    | 0 (0,0%)    |
| Укупно            | 434         | 417         |